# Florești (okręg Giurgiu)
Florești – wieś w Rumunii, w okręgu Giurgiu, w gminie Florești-Stoenești. W 2011 roku liczyła 4290 mieszkańców.